# 2016년 8월 가지안테프 폭탄 테러
2016년 8월 20일 현지 시간 22시 50분 경에 튀르키예 가지안테프의 결혼식 현장에서 폭탄 테러가 발생했다. 이 테러로 51명이 사망하고 94명이 부상당했다.